# Rima Conon
Rima Conon és una estructura geològica del tipus rima a la superfície de la Lluna, situada amb el sistema de coordenades planetocèntriques a 19.2 ° de latitud N i 2.26 ° de longitud E. Fa un diàmetre de 37.32 km. El nom va ser fet oficial per la UAI l'any 1964 i fa referència al proper cràter Conon.